# Aljaksej Janukewitsch

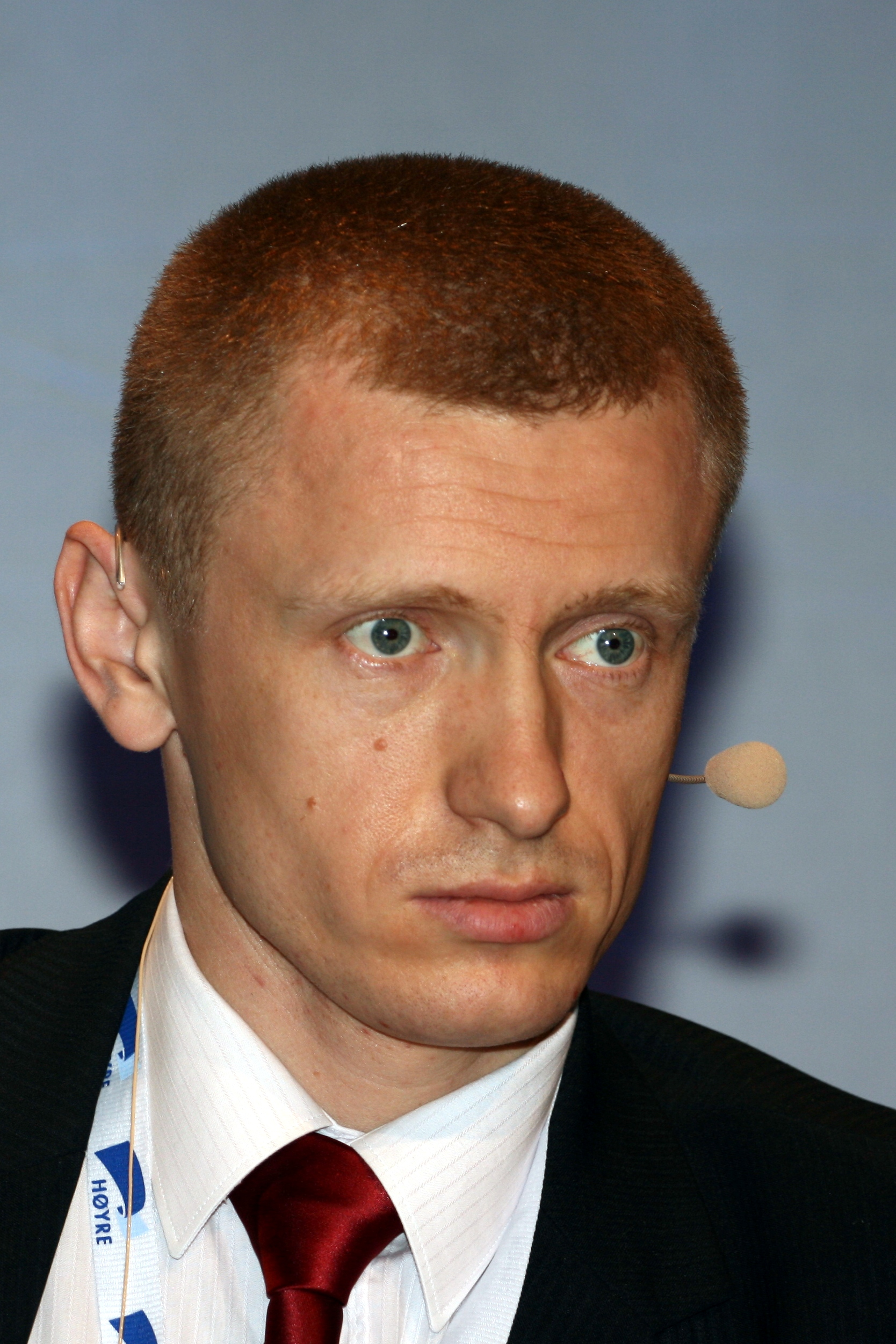
Aljaksej Janukewitsch (2009)

Aljaksej Antonawitsch Janukewitsch (belarussisch Аляксей Антонавіч Янукевіч; * 30. Juni 1976) ist ein belarussischer Politiker.
Aljaksej Janukewitsch studierte an der Belarussischen Wirtschaftsuniversität bis 1997. Von 2003 bis 2004 absolvierte er hier eine Aspirantur.
Am 5. September 2009 wurde Janukewitsch zum Vorsitzenden der belarussischen Oppositionspartei BNF (Belarussische Volksfront) gewählt. Er folgt damit dem bisherigen Vorsitzenden Ljawon Barschtscheuski, der ihm bei der Wahl unterlag. 2017 wurde er von Ryhor Kastusjou abgelöst. Janukewitsch fungiert seitdem als Vizevorsitzender.
Janukewitsch ist ledig und römisch-katholischer Konfession.

## Auszeichnungen und Preise
- „Ich liebe Belarus“ (2010)[2]